# 2-methylpyridin
2-Methylpyridin (také nazývaný 2-pikolin nebo α-pikolin) je organická sloučenina, jeden z pikolinů. Je to bezbarvá kapalina nepříjemného zápachu podobného pyridinu. Používá se hlavně na výrobu 2-vinylpyridinu a nitrapyrinu.

## Výroba
2-Pikolin byl první pyridinovou sloučeninou izolovanou v čisté formě, z černouhelného dehtu jej v roce 1846 získal T. Anderson.
V současnosti se vyrábí dvěma hlavními způsoby; kondenzací acetaldehydu, formaldehydu a amoniaku; a cyklizací nitrilů a ethynu:

## Reakce
Většina reakcí 2-pikolinu probíhá na methylové skupině, například při výrobě 2-vinylpyridinu, přičemž dojde ke kondenzaci s formaldehydem:

Kopolymer 2-vinylpyridinu, buta-1,3-dienu a styrenu se používá jako lepidlo. 2-pikolin je rovněž prekurzorem nitrapyrinu, který snižuje únik amoniaku z hnojiv.
Oxidací 2-methylpyridinu manganistanem draselným vzniká kyselina pikolinová:

### Biodegradace
2-Methylpyridin je rozložitelný některými bakteriemi jako jsou Arthrobacter a aktinobakterie.